# Зе Соарес
Жозе́ Соа́рес да Си́лва Фи́льо (порт.-браз. José Soares da Silva Filho; 27 июля 1983, Паулу-Афонсу, Бразилия), более известный как Зе Соарес (порт.-браз. Zé Soares) — бразильский футболист, полузащитник.

## Биография
Начал профессиональную карьеру в бразильском «Палмейрасе». После играл за «Луверденсе», «Сан-Бенто», «Атлетико Сорокаба», «Клуб Ремо».
Осенью 2007 года перешёл в болгарский «Левски» из Софии. В команде дебютировал 24 ноября 2007 года в матче против софийского «Локомотива» (0:0). Первый гол забил 22 марта 2008 года в матче против «Беласици» (4:0). По итогам сезона 2007/08 «Левски» заняло 2 место в чемпионате Болгарии уступив ЦСКА. 13 августа 2008 года Зе Соарес дебютировал в еврокубках в домашнем матче квалификации к Лиге чемпионов против белорусского «БАТЭ» (0:1), Соарес вышел на 46 минуте вместо Рашида Тиберканина. Второй матч завершился ничьей (1:1) и «Левски» вылетело в Кубок УЕФА. В Кубке УЕФА «Левски» также потерпело фиаско проиграв словацкой «Жилине». В сезоне 2008/09 «Левски» выиграло чемпионат Болгарии и Суперкубок Болгарии обыграв «Литекс» (1:0).
Летом 2009 года Зе Соаресом интересовалась краснодарская «Кубань». В сентябре 2009 года вместе с другими игроками «Левски», Дарко Тасевским, Живко Милановом и Юссефом Рабехом отправился на просмотр в казанский «Рубин». Но никто из игроков «Левски» в «Рубин» не перешёл.
В начале декабря 2009 года появилась информация что Зе Соарес перейдёт в январе 2010 года в донецкий «Металлург». После медицинского просмотра у Зе Соареса обнажились проблемы и «Металлург» отказался от его подписания. Но Зе Соарес всё же перешёл в «Металлург», подписав контракт по схеме 1+1.

## Личная жизнь
Зе Соарес стал отцом девочки Марии-Алиси 16 января 2008 года. Дочь Соаресу родила его девушка Алини в городе Паулу-Афонсу.

## Достижения
- Чемпион Болгарии: 2008/09
- Серебряный призёр чемпионата Болгарии: 2007/08
- Обладатель Суперкубка Болгарии: 2009
- Финалист Кубка Украины: 2011/12